# Hypnum glaucocarpon
Hypnum glaucocarpon là một loài Rêu trong họ Hypnaceae. Loài này được Reinw. ex Schwägr. mô tả khoa học đầu tiên năm 1828.